# Hoplia argentea
Hoplia argentea (Poda, 1761) è un coleottero appartenente alla famiglia degli Scarabeidi (sottofamiglia Melolonthinae).

## Descrizione

### Adulto

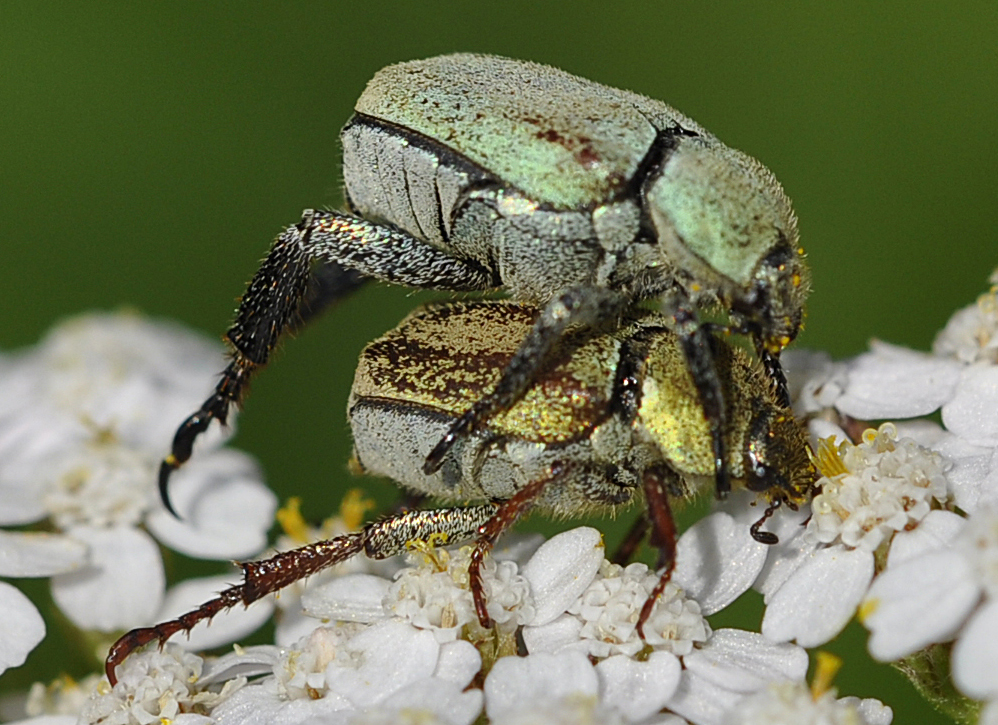
Accoppiamento.

Gli adulti sono di medio-piccole dimensioni, che oscillano tra i 9 e i 12 mm. Presentano un corpo tozzo, dal colore variabile di esemplare in esemplare dal giallo, al marroncino la verde chiaro. Il colore viene conferito da scaglie che l'individuo, invecchiando, perderà man mano fino a diventare marrone. I maschi presentano arti posteriori più sviluppati di quelli delle femmine.

## Biologia
Gli adulti di H. argentea compaiono a primavera inoltrata e sono visibili per tutta la durata dell'estate durante le ore di luce. I maschi volano sui fiori seguendo i feromoni delle femmine che invece tendono a trattenersi al suolo. Predilige gli ambienti di montagna.

## Distribuzione e habitat
H. argentea è diffusa in tutta Europa fino alla Romania e alla Bulgaria. In Italia è presente ovunque ad eccezione di Sicilia e Sardegna.